# Pheidole magrettii
Pheidole magrettii är en myrart som beskrevs av Carlo Emery 1887. Pheidole magrettii ingår i släktet Pheidole och familjen myror. Inga underarter finns listade i Catalogue of Life.